# Iron Patriot
Iron Patriot, (Español: La Patriota de Hierro) es un traje de combate exoesqueleto ficticio utilizado por varios personajes que aparecen en los cómics estadounidenses publicados por Marvel Comics. El alias es una amalgama de la armadura de Iron Man y el patriotismo del Capitán América.

## Historia

### Norman Osborn
Norman Osborn se puso la armadura original de Iron Patriot durante la historia del Dark Reign para ejercer su autoridad como comandante de H.A.M.M.E.R. y sus Vengadores Oscuros. Las actividades de Iron Patriot de Osborn se han visto cada vez más amenazadas por varios superhéroes como cuando fue engañado para atacar a Tony Stark (en un antiguo traje de Iron Man) y cuando los Nuevos Vengadores liderados por el nuevo Capitán América (Bucky Barnes) usaron el dispositivo de rastreo de Iron Patriot en Luke Cage como un truco para destruir su propia casa. Durante su invasión de Asgard en la "reclamación" de una amenaza a la seguridad nacional, la armadura de Osborn Iron Patriot es desmantelada de forma remota por Stark en medio de la pelea de Osborn con Steve Rogers, revelando el rostro verde de Osborn como un duende por temor al Vacío. Cuando Rogers, Stark y Thor lo transfieren a la penitenciaría de La Balsa, Osborn culpa a su alter ego Duende por arruinar su oportunidad de proteger el mundo como Iron Patriot.

### James Rhodes
James Rhodes usó temporalmente la armadura Iron Patriot en Secret Avengers vol. 2 y la serie Iron Patriot.

### Drones Iron Patriot
Se ve un dron Iron Patriot durante la historia de Fear Itself convocado para ayudar a los Nuevos Vengadores, pero es vaporizado por los poderes del nuevo Cráneo Rojo.
Durante el evento de Marvel NOW!, otro se ve en una exposición de armas que asistieron Daisy Johnson y Nick Fury, Jr. Durante un ataque llevado a cabo por A.I.M. y su posterior pelea con los Vengadores Secretos, el Científico Supremo aprovecha la oportunidad para robar la armadura Iron Patriot para replicar. Como resultado, su I.A. de bajo nivel creció considerablemente como un ejército de drones Iron Patriot sensibles, que AIM utilizó para incriminar a los Estados Unidos en numerosos ataques internacionales. Los drones fueron enviados para atacar Irán a lo que S.H.I.E.L.D. envió a Hulk para destruirlos en respuesta. Mediante comunicación holográfica, S.H.I.E.L.D. piratea la red A.I.M. para que Rhodes pueda hablar con los drones y hacerles entender que sus acciones programadas están mal.
Los drones Iron Patriot se ven a continuación durante la historia de "Inhumanity" cuando los poderes inhumanos tecnopáticos del Junkman los desactivan durante la pelea del primero con los Vengadores Secretos.

### Toni Ho
La Dra. Toni Ho es hija de Ho Yinsen, quien es ingeniera con tres doctorados. Ella primero usó la armadura Iron Patriot cuando se unió a los Vengadores de los Estados Unidos.

### Sharon Carter
Sharon Carter usó brevemente su propia armadura Iron Patriot para combatir a Selene.

## Poderes y Habilidades
La armadura de Iron Patriot presentaba fuerza sobrehumana, durabilidad mejorada, vuelo, explosiones de impacto magnético, misiles de búsqueda de calor, rayos láser miniaturizados, lanzallamas y un sistema de comunicaciones alojado en el casco que permitía al traje interactuar con cualquier satélite o red informática controlada por los EE. UU. Mientras que las armaduras de Iron Man utilizaban tecnología repulsora, el diseño original de Iron Patriot no tenía como " Oz era demasiado estúpido" para fabricar su propio sistema de armas basado en repulsores, por lo que el proyector Uni Beam en forma de estrella del cofre tenía una potencia menor. Sin embargo, la nueva armadura Iron Patriot es un rediseño completo que es una actualización del modelo anterior.

## Modelos de Iron Patriot
Hay diferentes modelos de la armadura Iron Patriot:
- Iron Patriot Modelo de Armadura 1: Esta fue la primera versión de la armadura Iron Patriot que fue reutilizada por la armadura de Iron Man Modelo 25 por Norman Osborn. Es unibeam fue modificado a una estrella que redujo la energía que se liberó.[1]
- Iron Patriot Modelo de Armadura 2: Esta versión de la armadura Iron Patriot es usada por James Rhodes. Esta versión incluye pistolas deportivas y pistolas retráctiles similares a las que se ven en la armadura de Máquina de Guerra. También tiene un modo sigiloso y un protocolo de eyección manual.[5]
- Iron Patriot Modelo de Armadura 3: Esta versión de la armadura de Iron Patriot es llevada por Toni Ho quien la diseñó por sí misma después de que Avengers Idea Mechanics se fusionó con el gobierno estadounidense para formar la Mecánica de Inteligencia estadounidense. Esta versión usa armas no letales como ataques microsónicos, perdigones de gas y láseres de aturdimiento. Además, incluso puede producir un campo de fuerza.[12]
- Iron Patriot Modelo de Armadura 4: Esta versión de la armadura de Iron Patriot es una versión de combate pesado que fue creada por Toni Ho. Primero usó la armadura cuando los Vengadores de los EE. UU. atacaron el Golden-All-In Casino de Golden Skull. La armadura Iron Patriot Modelo 4 no es solo un arma como describe Toni Ho, sino que también se usa para operaciones de rescate. Puede disparar haces de conmoción no letales y mejora la fuerza del usuario.[15]

## Otras versiones

### Hijo Americano
La historia de "Dark Reign" estableció a Hijo Americano, otro exoesqueleto hecho con el arsenal de Iron Man con los colores del Capitán América.
En The Amazing Spider-Man y afines relacionados con esa historia, a Harry Osborn se le acerca un trabajo durante el mandato corrupto de su padre Norman Osborn como director de H.A.M.M.E.R., que temporalmente reemplazó a S.H.I.E.L.D. Para ayudar a su prometido, Harry accede la armadura Hijo Americano. Sin embargo, esta fue una artimaña en la que Norman eventualmente haría arreglos para que Hijo Americano muriera trágicamente públicamente a fin de aumentar la simpatía por sí mismo. Después de este descubrimiento, Harry se pone la armadura Hijo Americano y lucha contra Norman con la armadura Iron Patriot a la que el hijo salió victorioso del padre.
Después del encarcelamiento de su padre, Gabriel Stacy le dispara a Harry Osborn en el pecho, pero American Son salva a su hermano. Después de su intento en la vida de Harry, Gabriel se enfrenta al traje del Hijo estadounidense y exige saber por qué él interfirió. Posteriormente se revela que Gabriel ha robado la armadura del Hijo estadounidense y ahora sufre una doble personalidad. Gabriel mismo comete crímenes, mientras que su personaje de "Hijo estadounidense" deshace el daño. Durante la pelea de Gabriel con Spider-Man y Harry, quién pirateó la armadura del Hijo estadounidense y rápidamente venció a Gabriel. Después de que es derrotado, Gabriel es internado en un hospital psiquiátrico y se cree que la armadura del Hijo estadounidense fue destruida. Sin embargo, pronto se envía un paquete a su habitación que contiene el casco de Hijo Americano y una nota de Norman diciéndole que ama y echa de menos a Gabriel.

### Iron Hulk
Durante el arco de "No Surrender", Robert Maverick lució la armadura Iron Patriot Modelo 4, llamándose Iron Hulk mientras combatía a Hulk.

### What If
Un escenario de Civil War "¿y si?" Muestra al Capitán América vistiendo una armadura patriótica de Iron Man como respuesta a los métodos más extremos del gobierno, retrocediendo al darse cuenta del daño. Después de abrumar a los héroes en las sombras, Henry Peter Gyrich finalmente lanza una emboscada que mata la rebelión del Capitán América, y finalmente es elegido presidente de los Estados Unidos en una plataforma de control metahumano.

### Ultimate Marvel
La versión Ultimate Marvel de Iron Patriot aparece durante la historia de "United We Stand" cuando ocurre una "Guerra Civil" en todo Estados Unidos. Inspirado por el Capitán América, Iron Man tiene una armadura Iron Patriot para luchar contra el Comandante Crimson de HYDRA.

## En otros medios

### Cine y televisión
- El concepto Iron Patriot aparece en el Universo cinematográfico de Marvel:
  - La armadura Iron Patriot se usa en Iron Man 3 inicialmente por James Rhodes como el símbolo del "héroe estadounidense" de Matthew Ellis (en respuesta a la batalla de Nueva York).[26] Después de ser secuestrado, Eric Savin usa la armadura Iron Patriot para secuestrar a Ellis del Air Force One y para ser apuntalado junto al petrolero abandonado de Roxxon con el propósito de una ejecución de transmisión en el traje Iron Patriot, sin embargo, el presidente finalmente es rescatado. A lo largo de la película, Tony Stark se burla del concepto Iron Patriot.
  - Se ve una armadura de Iron Patriot más voluminosa en Avengers: Endgame utilizado por James Rhodes como varios héroes liderados por Steve Rogers luchando contra las fuerzas de Thanos.[27]
- La armadura de Iron Patriot hace su debut animado en las caricaturas de Marvel en Disney XD.[28][29]
  - El concepto Iron Patriot se ve por primera vez en la serie animada Ultimate Spider-Man con la armadura original usada por Norman Osborn y la armadura Hijo Americano (conocida como Patriota) usada por Harry Osborn.
  - El concepto Iron Patriot hace cameos en la serie animada Avengers Assemble. La armadura Iron Patriot se encuentra entre las diversas armaduras de Iron Man controladas a distancia por Tony Stark (con la voz de Adrian Pasdar[30]) para hostigar a Iron Skull en "Exodus". El traje Iron Patriot también se encuentra entre las armaduras de Iron Man durante los secuestros de Ultron, atacando al Capitán América en "Los Vengadores Desunidos" y Iron Man en "Los Ultimates". El episodio "Guerra Mundial Hulk" presenta variaciones de las armaduras Hulkbuster de Iron Man para los Vengadores contra Red Hulk, incluida una variante de Iron Patriot esque para Steve Rogers (con la voz de Roger Craig Smith[31]).
- La armadura Iron Patriot se ve en Iron Man y Captain America: Heroes United. Steve Rogers usa la armadura Iron Patriot (equipada con un escudo holográfico) durante una pelea de práctica contra la armadura Iron Man de Tony Stark cerca del final de la película.

### Videojuegos
- La versión original de la armadura Iron Patriot se puede ver en Marvel Super Hero Squad Online, Marvel vs. Capcom 3: Fate of Two Worlds,[32] Ultimate Marvel vs. Capcom 3,[33] Marvel: Contest of Champions y Marvel Strike Force.
- La versión UCM de la armadura Iron Patriot se puede ver en el juego móvil, Iron Man 3, Marvel Super Hero Squad Online, Marvel: Avengers Alliance, Lego Marvel Super Heroes,[34] Disney Infinity: Marvel Super Heroes, Marvel Heroes, Lego Marvel's Avengers y Marvel Future Fight.